# Tachygerris paramillensis
Tachygerris paramillensis – gatunek nawodnych pluskwiaków różnoskrzydłych z rodziny nartnikowatych i podrodziny Gerrinae.

## Taksonomia
Gatunek ten opisany został po raz pierwszy w 2017 roku przez Silvię P. Mondragón-F., Fredy’ego Molano i Irinę Morales. Jako miejsce typowe wskazano obszar chroniony Parque Nacional Natural Paramillo w kolumbijskim departamencie Córdoba, od którego to nazwy wywodzi się epitet gatunkowy.

## Morfologia
Samiec osiąga 6,8 mm, zaś samica 8,7 mm długości ciała. Głowa jest jasnobrązowa z parą ciemnobrązowych kropek między oczami złożonymi, prawie trójkątnych u samca i niemal prostokątnych u samicy. Czułki są koloru brązowego. Złociste owłosienie porasta tylny brzeg przedplecza. Tułów ma na mezopleurach po trzy podłużne paski ciemnobrązowej barwy. Półpokrywy są ciemnobrązowe ze złocistym owłosieniem w nasadowych ⅔ oraz w polu kostalnym. U samicy panewki bioder środkowej i tylnej pary odnóży mają duże łatki srebrzystego owłosienia. U samca takie owłosienie występuje tylko na panewkach bioder środkowych. Odnóża są brązowe. Przednie uda u samca są silnie zakrzywione tylko w ⅓ długości i na całej długości niemal jednakowo grube; w miejscu zakrzywienia występują liczne złociste szczecinki. Odwłok ma tergity pierwszy i drugi czarne z jasnożółtymi wierzchołkami. Listewki brzeżne odwłoka są ciemnobrązowe, tylko na dwóch ostatnich segmentach żółte. Siódmy sternit u samicy ma wierzchołek z dobrze wyróżnionym płatem środkowym. Kolce listewki brzeżnej samicy nie osiągają szczytu tego sternitu. Genitalia samca cechują się prawie owalnym i z tyłu mocno rozszerzonym pygoforem z długimi szczecinkami w częściach tylno-bocznych i zaokrąglonym wyrostkiem na krawędzi grzbietowej. Kształt proktigera jest szeroki, prawie sześciokątny z długim wyrostkiem brzusznym.

## Rozprzestrzenienie
Owad neotropikalny, endemiczny dla północno-zachodniej części Kordyliery Zachodniej w Kolumbii. Znany jest z departamentów Córdoba i Antioquia. Spotykany był na wysokości od 235 do 750 m n.p.m.